# M4 (metro)
 For alternative betydninger, se M4. (Se også artikler, som begynder med M4)
M4 er en metrolinje i København, der kører mellem Orientkaj og København Syd over København H. Den betjener de to metrostrækninger København H - Orientkaj (kaldet Nordhavnslinjen eller Nordhavnsmetroen) - og København H - København Syd (kaldet Sydhavnslinjen eller Sydhavnsmetroen). M4 har 13 stationer, hvoraf seks ligger på Cityringen og deles med metrolinje M3. 

## Nordhavnslinjen
Det først byggede stykke af M4, Nordhavnslinjen, åbnede d. 28. marts 2020. På strækningen København H - Østerport deler Nordhavnslinjen spor med M3 på Cityringen. Det betyder at der kan være helt ned til halvandet minut mellem togene på strækningen København H - Østerport og at togene på den strækning dermed har en højere frekvens end på resten af Cityringen. Fra Østerport deler M4 sig fra Cityringen og kører ad en helt ny afgrening ud til to nye stationer i Nordhavnen. Afgreningen fra Cityringen er 2,3 km lang. De første 2 km fra afgreningskammeret under Sortedams Sø ved Østerport ligger i borede tunneller, mens de sidste 300 meter i Nordhavnen er bygget som højbane. Nordhavnslinjedelen har kostet ca. 3,2 mia. kr. at bygge. De to nye stationer på Nordhavns-afgreningen er Nordhavn Station og Orientkaj Station. Orientkaj er den eneste overjordiske station på hele strækningen. Metroselskabet vurderer at Nordhavn og Orientkaj vil få ca. 9.000 daglige påstigere tilsammen i 2025. Til sammenligning forventes København H at få 49.000 daglige påstigere i 2025. På længere sigt er det desuden muligt, at Nordhavnslinjen kan blive forlænget videre ud i Nordhavnen eller til den foreslåede ø Lynetteholmen.

## Sydhavnslinjen
De sidste fem af stationerne (Sydhavnslinjen) blev åbnet den 22. juni 2024.

## Stationer

### Nuværende stationer på M4
Det første stykke af M4 åbnede 28. marts 2020. Stationerne fra Østerport Station til Københavns Hovedbanegård har siden september 2019 været en del af Cityringen (M3). M4-linjen blev forlænget til København Syd den 22. juni 2024 kl. 12.30.:
- Orientkaj Station (nordlig endestation)
- Nordhavn Station
- Østerport Station
- Marmorkirken Station
- Kongens Nytorv Station
- Gammel Strand Station
- Rådhuspladsen Station
- Københavns Hovedbanegård
- Havneholmen Station
- Enghave Brygge Station
- Sluseholmen Station
- Mozarts Plads Station
- København Syd Station (sydvestlig endestation)

### Projekteret forlængelse i Nordhavnen
Metroselskabet projekterer en udvidelse i Nordhavnen med følgende stationer. Anlægslov er ikke udarbejdet endnu.
- v/Levantkaj
- v/Nordhavn C
- v/Krydstogtkaj (Ikke besluttet)
- v/Nordstrand (Ikke besluttet)
- v/Fiskerikaj (Ikke besluttet)
- v/Oceankaj (Ikke besluttet)

### Stationsdesign
Stationerne på M4 er ligesom på Cityringen udtænkt til at passe til det miljø de repræsenterer. Her kan du danne dig et overblik over de to nye stationer i Nordhavn:
- Nordhavn Station er udført med rød vægbeklædning, som skal symbolisere at S-togenes karakteristiske farve.[9]
- Orientkaj Station er udført i hvide mosaikker fordi bydelen og bygningerne ved stationen er planlagt som Den Hvide By, og selve stationsrummet fremstår hvidt indvendigt og med en udvendig beklædning i lyst aluminium, der spejler himlen. [10]

På strækningen København H - Østerport repræsenterer stationerne også det lokalområde de ligger ved. Et eksempel er Marmorkirken Stations, hvis vægbeklædning er inspireret af de palæer, der ligger over jorden. Den er beklædt med varme og gyldne sandfarvede kalkstenspaneler. Desuden er Marmorkirken også den dybeste station på hele M4, faktisk også på hele det københavnske metronet. Nederste perron på Marmorkirken Station befinder sig 30 meter under jorden.

## Åbningen
Der blev ikke holdt noget åbningsfest d. 28. marts 2020 som planlagt. Festen blev aflyst på grund at situationen med coronavirus. Linjen åbnede dog stadig, men Metroselskabet opfordrede til at folk ikke at møde op, da der ville være risiko for smittespredning. Hvis man kigger bort fra en åbning uden fest og fejring, så åbnede M4 både helt uden problemer og til tiden!

## Tog
På M4 køres der med AnsaldoBredas førerløse metrotogsæt, som desuden også kører på M1, M2 og M3 i den københavnske metro. Togene er førerløse, men der er dog stadig såkaldte metro-stewards der kontrollerer billetter og står klar til hjælp på de større stationer, samt personale i metroens to kontrolcentre der holder styr på metroen.

## Fremtidige forlængelser
Metroselskabet undersøger pt. to scenarier for forlængelser af M4 i Nordhavnen. Der er også flere forslag vedrørende forlængelse fra København Syd.
Det første scenarie er det såkaldte ”Lille Spørgsmålstegn”, der fremgår af en principaftale mellem staten og Københavns Kommune fra 2014.
Det andet scenarie er en forlængelse ud til den fremtidige ø Lynetteholmen, der kommer til at huse 35.000 beboere i cirka 20.000 boliger. Aftalen om forlængelsen af M4 til Lynetteholmen blev præsenteret i en principaftale i 2018.

### Forlængelse af M4 med linjeføringen "Lille Spørgsmålstegn"
"Lille Spørgsmålstegn" blev i principaftalen mellem staten og Københavns Kommune godkendt som grundlag for det videre arbejde med metroudbygning i Nordhavnen. Københavns Kommunes Borgerrepræsentation behandlede i 2016 en screeningsanalyse med en anbefaling til udbygning af metronettet i Nordhavn i fremtiden. I den forbindelse godkendte Borgerrepræsentationen, at der skulle arbejdes videre med linjen kaldet "Lille Spørgsmålstegn".
Her ses de kommende metrostationer i Nordhavn hvis lille M4 forlænges med "Lille Spørgsmålstegn"-scenariet:
- v/Levantkaj
- v/Krydstogtkaj
- v/Nordstrand
- v/Fiskerikaj

Det er ikke endeligt besluttet at "Lille Spørgsmålstegn" skal anlægges, men danner grundlag for arbejdet med en forlængelse af metroen i Nordhavn. "Lille Spørgsmålstegn" forventes at blive en højbane, ligesom på Orientkaj Station.

### Forlængelse af M4 med linjeføringen tilLynetteholmen
I oktober 2018 præsenterede Københavns Havn planerne for øen Lynetteholmen.
Hensigten med aftalen er, at Lynetteholmen på sigt skal udvikles til en ny, attraktiv bydel. Som en del af aftalen er det aftalt, at en forundersøgelse af metroudbygningen til Lynetteholmen skal laves. Forundersøgelsen forventes at blive afsluttet i 2020 og den skal bl.a. kortlægge en rute under Kronløbet med stationer først på Lynetteholmen og derefter Refshaleøen samt området Kløverparken. I forundersøgelsen vil andre linjeføringer også indgå, som ikke er knyttet til M4 i Nordhavnen.
Der vil herefter skulle udarbejdes en miljøvurderings-undersøgelse og en anlægslov på baggrund af forundersøgelsen. Ifølge tidsplanen for forundersøgelsen, forventes det at miljøvurderingen og anlægsloven udføres i årene 2021-2023.
Først når anlægsloven ligger klar, vil man kunne lave den reelle linjeføring. Og når den reelle linjeføring ligger klar, vil man kunne begynde på selve anlægsfasen - altså udbud, projektering og anlæg.
Her ses de kommende metrostationer i Nordhavn med en forlængelse af M4 til Lynetteholmen:
- v/Levantkaj
- v/Krydstogtkaj
- v/Nordstrand
- v/Fiskerikaj
- v/Oceankaj